# 駒形村 (福島県)
駒形村（こまがたむら）は福島県耶麻郡にあった村。現在の喜多方市塩川町のうち大塩川以東にあたる。

## 地理
- 山：扇ヶ峰、二子山
- 河川：日橋川、大塩川

## 歴史
- 1889年（明治22年）4月1日 - 町村制の施行により、中屋沢村、金橋村、窪村、五合村、常世村の区域をもって発足。
- 1954年（昭和29年）7月1日 - 塩川町、姥堂村、堂島村と合併し、改めて塩川町が発足。同日駒形村廃止。

## 村長
- 荒木武行